# Cəlayir (Qax)
Calayir è un comune dell'Azerbaigian situato nel distretto di Qax. Conta una popolazione di 1 407 abitanti.